# Pegomya angustiventris
Pegomya angustiventris este o specie de muște din genul Pegomya, familia Anthomyiidae. A fost descrisă pentru prima dată de Stein în anul 1918.
Este endemică în Taiwan. Conform Catalogue of Life specia Pegomya angustiventris nu are subspecii cunoscute.